# Villiers-le-Sec, Nièvre
Villiers-le-Sec är en kommun i departementet Nièvre i regionen Bourgogne-Franche-Comté i de centrala delarna av Frankrike. Kommunen ligger i kantonen Varzy som tillhör arrondissementet Clamecy. År 2022 hade Villiers-le-Sec 49 invånare.

## Befolkningsutveckling
Antalet invånare i kommunen Villiers-le-Sec
| Referens: INSEE |